# Super Mario
Super Mario jest fiktivni lik kojeg je stvorio japanski dizajner videoigara Shigeru Miyamoto. U početku se pojavljivao samo u videoigrama, no ubrzo je postao dovoljno popularan za pojavljivanja u animiranim filmovima i stripovima. Jedan je od najpoznatijih fikcionalnih likova današnjice, ravan likovima poput Mikija Mausa.

## Rani dani
Povijest Maria počinje 1980. godine kada se američki ogranak kompanije Nintendo našao u problemima: u skladištu je ostalo 2.000 komada arkadnih strojeva Radar Scope koje nitko nije htio. Radilo se o tada jedinoj vrsti stroja za videoigre, "kutiji" s ekranom koje se moglo naći po barovima i arkadnim salonima. Zadatak da isprazni skladište dobio je mladi crtač Shigeru Miyamoto, i to tako da napravi igru koja bi se mogla ugraditi u već postojeće strojeve. Rezultat je bio Donkey Kong – igra inspirirana filmom King Kong u kojoj čovječuljak spašava djevojku iz ruku divovskog majmuna koji ga gada bačvama. Junak se zvao Jumpman (dosl. „Skakač”, jer je preskakao bačve), no kad su procijenili da je to ime nedovoljno privlačno, tim ga je u sljedećoj igri nazvao Mario jer je sličio na vlasnika zgrade koji je stalno dolazio podsjećati ih na zakašnjelu najamninu.
Jumpman je po profesiji bio stolar, a njegov je izgled diktiran tehničkim ograničenjima. Kapu je dobio jer tada nije bilo moguće napraviti realistično kretanje kose, a brkove i veliki nos da bi njegovo lice bilo uočljivije. Razlika u boji hlača i majice tu je da se istaknu pokreti ruku, a iako je tijekom života Mario odijevao različite odore, najpoznatiji je po plavim hlačama i crvenoj majici koje je najčešće nosio.

## U osvajanje svijeta
Marijeva popularnost u prvim igrama serijala Donkey Kong omogućila je Nintendu da napravi igre s njim u naslovnoj ulozi - Mario Bros za arkadne mašine, a zatim Super Mario Bros koji se prodavao u kompletu s novom Nintendovom kućnom konzolom Nintendo Entertainment System (skraćeno NES). Iako mu neki osporavaju titulu prve "skrolajuće" (jer se ekran "skrolao" - kretao nadesno) platformske igre svih vremena, njegovu popularnost nije moguće negirati.
Po Guinessovoj knjizi rekorda, to je s preko 40 milijuna primjeraka najprodavanija igra svih vremena. U simpatičnom čovječuljku (sada vodoinstalateru) koji sakuplja gljive i skače neprijateljima na glavu bilo je nešto toliko privlačno da sve ostale igre toga vremena jednostavno nisu imale šanse.
Super Mario Bros 2 bio je specifičan po tome što su testeri procijenili da je pretežak za američke igrače pa su verzije ove igre u Japanu i Americi bile u potpunosti različite: Japan je dobio igru sličnu originalu, a Amerika borbu za četiri igrača koja je sa serijalom Mario bila povezana samo likovima. Povratak korijenima bio je Super Mario Bros 3 kojeg je Nintendo čuvao dovršenog gotovo godinu dana kako bi tržište postalo nestrpljivo, a kada je konačno stigla, igra je kvalitetom grafike potukla konkurenciju i prodala se u preko 20 milijuna primjeraka. Osim grafike, SMB3 je donio i druge izmjene zbog kojih ga mnogi smatraju najboljom igrom s Marijem u glavnoj ulozi svih vremena. Današnjim igračima bit će neshvatljivo da ova igra u svom originalnom obliku nije imala mogućnost spremanja pozicije, nego ste je morali završiti odjednom.
Popularnost Maria krajem 1980-ih bila je ogromna pa su se prodavali brojni predmeti s njegovim likom (od majica, preko satova, do slatkiša), prikazivali su se crtani filmovi Super Mario, a igre s njegovim likom izlazile su stalno. Tako je Mario igrao golf i tenis, bio boksački sudac, doktor i vozač i, općenito, svoju facu gurao u gotovo svaku igru koja je izašla iz Nintendovih studija.

## Nova dimenzija i novo tisućljeće
Kao mnoge popularne igre, i Mario je 1993. dobio svoj film, "Super Mario Bros." koji nije baš uspješno prošao. Da li zato što je u to vrijeme njegova slava bila u opadanju ili zato što Bob Hoskins nije idealan izbor za lik Maria, teško je reći. Također je nastala i Animirana serija Super Mario. No brkonja je ponovno uzdrmao svijet 1996. godine igrom Super Mario 64 za Nintendo 64. Prelazak u treću dimenziju, ogromni svijet za istraživanje te brojni novi koncepti učinili su SM64 uzorom s kojim su se uspoređivali svi 3D naslovi u sljedećih pet godina. Svakako treba spomenuti da se radilo o prvoj igri ovoga tipa koja je koristila analogno upravljanje: kada ste pogurali palicu blago prema naprijed, Mario je polako hodao, a ako ste je gurnuli jako, potrčao bi.
Dominacijom Sonyja na tržištu kućnih konzola Marijeva popularnost ponovno je opala iako su ga igre poput Mario Party, Mario Kart i Mario Tennis zadržale na našim ekranima. U njegov stari žanr u posljednjih nekoliko godina smješta ga samo Super Mario Sunshine za Nintendo GameCube, igra koja usprkos predivnoj grafici nije uspjela osvojiti tržište. Ipak, Mario ostaje jedan od velikih junaka videoigara koji će se vraćati u mnogo različitih uloga. Njegova simpatičnost možda je uzrokovana i time što se radi o jednom od rijetkih likova koji nije dizajniran da bi postao maskota, nego je do tog statusa došao kroz kvalitetne igre i polako se uvukao u srca igrača širom svijeta.

## Razna priznanja
U San Franciscu je njegovo ime uključeno na šetalište Walk of Game, posebnu lokaciju unutar velikog poslovno-trgovačkog centra Metreon na kojoj su svoje mjesto našli još neki velikani industrije videoigara. Uz Marija, slavu je postigao i njegov tvorac, Shigeru Miyamoto. On je 1997. godine postao prva osoba uključena u Listu slavnih američke Interaktivne akademije znanosti i umjetnosti, a dodijeljen mu je i francuski viteški Red umjetnosti i slova koji se dodjeljuje osobama s posebnim zaslugama u književnosti i umjetnosti.

## Kronologija
Broj igara u kojima se Mario pojavljuje već je davno prešao čak stotinu, a njihovo navođenje bi bilo preveliko. Zato je ovdje izdvojeno samo one koje su donijele najveće promjene i oblikovale Marijevu popularnost u proteklih 25 godina.
- 1981. Donkey Kong (arkadne mašine, NES) - prvo pojavljivanje

- 1982. Donkey Kong Jr. (arkadne mašine) - prvi put pod imenom Mario

- 1983. Mario Bros. (arkadne mašine, NES)- prvo pojavljivanje Luigija

- 1985. Super Mario Bros. (NES) - najprodavanija igra svih vremena

- 1989. Super Mario Land (GB) - prvi put na Game Boyu

- 1989. Super Mario Bros. 3 (NES)-po mnogima najbolja igra s Marijem dosad

- 1991. Super Mario World (SNES) - prvo pojavljivanje dinosaurusa Yoshija

- 1992. Super Mario Kart (SNES) - prvi put u Go-kartu

- 1996. Super Mario RPG: Legend of The Seven Star (SNES) - prvi RPG s Marijem u glavnoj ulozi

- 1996. Super Mario 64 (N64) - prvi put u3D

- 1999. Mario Party (N64) - prva igra za tulume s Marijem
- 2002. Super Mario Sunshine (Gamecube) - druga Marijeva 3D avantura
- 2002. Mario Party 4 (Gamecube)
- 2003. Mario Kart: Double Dash (Gamecube)
- 2003. Mario Party 5 (Gamecube)
- 2003. Mario Golf: Toadstool Tour
- 2004. Mario Party 6 (Gamecube)
- 2004. Mario Power Tennis (Gamecube)
- 2006. Mario Party 7 (Gamecube)
- 2007. Super Mario Galaxy (Wii)
- 2008. Mario Kart Wii
- 2008. Mario Party 8 (Wii)
- 2011. Super Mario 3D Land (Nintendo 3DS)
- 2013. Super Mario 3D World (Nintendo Wii U)
- 2015. Super Mario Maker (Nintendo Wii U, 3DS)
- 2017. Mario + Rabbids Kingdom Battle (Nintendo Switch)
- 2017. Super Mario Odyssey (Nintendo Switch)
- 2018. Super Smash Bros. Ultimate (Nintendo Switch)
- 2019. Super Mario Maker 2 (Nintendo Switch)

## Vanjske poveznice
- Nintendo